# Theodor Hartig

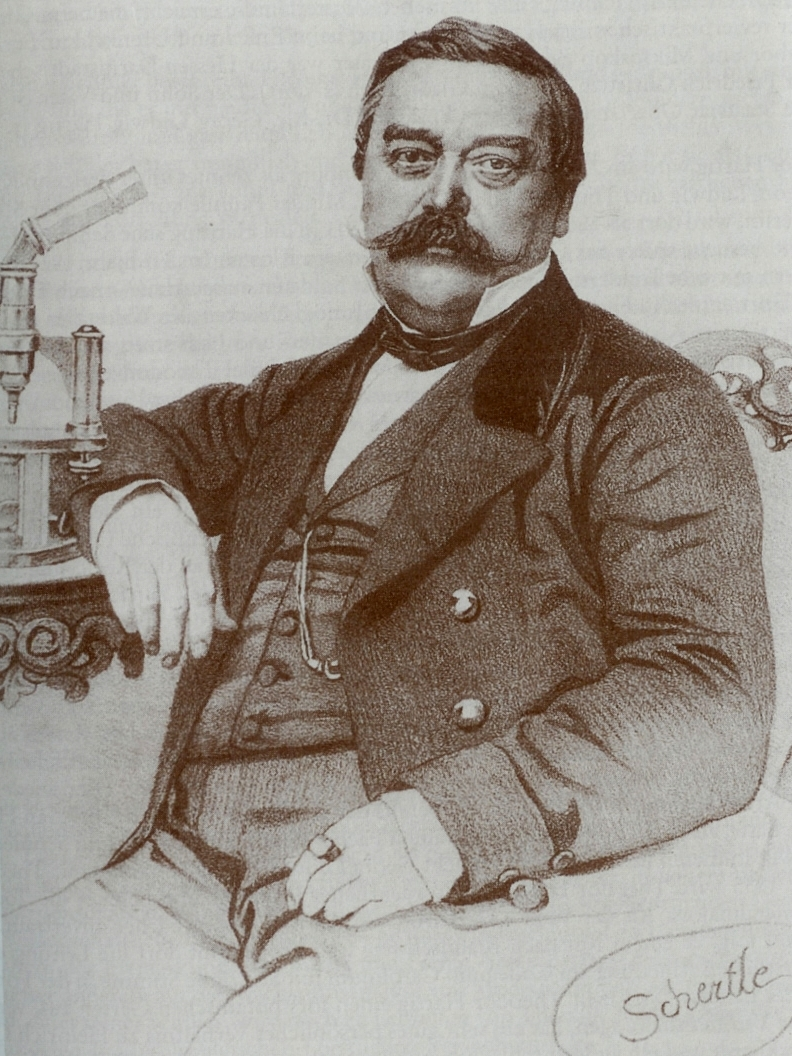
Theodor Hartig

Theodor Hartig (* 21. Februar 1805 in Dillenburg; † 26. März 1880 in Braunschweig) war ein deutscher Forstwissenschaftler. Sein offizielles botanisches Autorenkürzel lautet „Hartig“.

## Leben und Wirken
Theodor Hartig war der Sohn des Forstwissenschaftlers Georg Ludwig Hartig und der jüngere Bruder von Friedrich Hartig. Nach seiner Schulzeit in Berlin absolvierte er ab 1821, zunächst in Pommern und dann in der Mark Brandenburg, eine Forstlehre. Danach studierte er Forstwissenschaften an der Forstakademie (1821 bis 1830 in Berlin später Höhere Forstlehranstalt Neustadt-Eberswalde) und der Universität in Berlin. Nach Abschluss des Studiums wurde er Forstreferendar in Potsdam.
Ab 1831 hielt Hartig Vorlesungen an der Berliner Forstakademie und veröffentlichte seine ersten wissenschaftlichen Arbeiten. 1837 übernahm er die Professur seines verstorbenen Vaters an der Universität in Berlin. Da die Verlegung der Forstakademie nach Eberswalde fast vollzogen war, nahm die Anzahl der Studenten und seiner Vorlesungen ab. Hartig wechselte 1838 zum Collegium Carolinum in Braunschweig, wo er zum Professor der Forstwissenschaft ernannt wurde. Kurz nach seiner Ankunft gründete Hartig das Arboretum in der Buchhorst bei Riddagshausen. Der Forstgarten diente der neuen forstlichen Abteilung des Collegium Carolinum zu wissenschaftlichen Zwecken, insbesondere dem Unterricht in der Forstbotanik und dem allgemeinen forstlichen Kulturbetrieb.
1839 kam in Braunschweig sein Sohn Robert Hartig zur Welt, der ebenfalls ein bekannter Forstwissenschaftler wurde.
Hartigs eingehende Beschäftigung mit Anatomie und Physiologie der Holzpflanzen führten zur Entdeckung der Aleuronkörner und der Siebröhren. Am 1. Januar 1838 wurde er unter der Präsidentschaft von Christian Gottfried Daniel Nees von Esenbeck mit dem akademischen Beinamen Dalmann unter der Matrikel-Nr. 1446 als Mitglied in die Kaiserliche Leopoldino-Carolinische Akademie der Naturforscher aufgenommen. 1862 wurde er zum Mitbegründer des Vereins für Naturwissenschaft zu Braunschweig. Erst kürzlich wurde in der Zoologischen Staatssammlung München eine von ihm angelegte Blattflohsammlung wiederentdeckt.
1878 trat Hartig aus gesundheitlichen Gründen in den Ruhestand und starb 1880 in Braunschweig.

## Schriften (Auswahl)
- mit Georg Ludwig Hartig: Forstliches und forstnaturwissenschaftliches Conversations-Lexikon : ein Handbuch für Jeden, der sich für das Forstwesen und die dazu gehörigen Naturwissenschaften interessirt. Naucksche Buchhandlung, Berlin 1834, OCLC 65277709.
- Die Aderflügler Deutschlands: mit besonderer Berücksichtigung ihres Larvenzustandes und ihres Wirkens in Wäldern und Gärten für Entomologen, Wald- und Gartenbesitzer. Haude und Spener, Berlin 1837, OCLC 8119662.
  - Band 1: Die Familien der Blattwespen und Holzwespen nebst einer allgemeinen Einleitung zur Naturgeschichte der Hymenopteren. Haude und Spener, Berlin 1860, OCLC 19051050.
- Beiträge zur Entwickelungsgeschichte der Pflanzen. A. Förstner’sche Verlagsbuchhandlung, Berlin 1843, OCLC 17469279, Digitalisat
- Vollständige Naturgeschichte der forstlichen Culturpflanzen Deutschlands. A. Förstner’sche Verlagsbuchhandlung, Berlin 1851, OCLC 6162862, Digitalisat
- mit Georg Ludwig Hartig, Robert Hartig: Lehrbuch für Förster und für die, welche es werden wollen. J.G. Cotta, Stuttgart 1840
  - Band 1: Luft-, Boden- und Pflanzenkunde in ihrer Anwendung auf Forstwirtschaft: Für alle Freunde und Pfleger der wissenschaftlichen Botanik. J.G. Cotta, Stuttgart 1840, 8. Aufl., Digitalisat
  - Band 2, 8. Aufl., 1840 Digitalisat
  - Band 3, 8. Aufl., 1840 Digitalisat
- Anatomie und Physiologie der Holzpflanzen: dargestellt in der Entstehungsweise und im Entwickelungsverlaufe der Einzelzelle, der Zellsysteme, der Pflanzenglieder und der Gesamtpflanze. Springer Verlag, Berlin 1878, OCLC 836846401.